# General Cup 2012
General Cup 2012 − nierankingowy turniej snookerowy rozegrany w General Snooker Club w Hongkongu (Chiny) w dniach 11–14 września 2012 roku.
Obrońcą tytułu był Anglik Stephen Lee, który w tegorocznej edycji turnieju nie brał udziału.
W finale rozegranym 14 września reprezentant Australii Neil Robertson pokonał Anglika Ricky'ego Waldena 7–6.

## Runda dzikich kart
| Mecz |               | Wynik |               |
| ---- | ------------- | ----- | ------------- |
| WC1  | Liang Wenbo   | 4–2   | Cheng Yin Lun |
| WC2  | Tian Pengfei  | 4–2   | Lau Ka Lam    |
| WC3  | Barry Hawkins | 2–4   | Fung Kwok Wai |
| WC4  | Mark Davis    | 4–1   | Chan Ka Kin   |

## Faza główna turnieju

### Faza grupowa

#### Grupa A
| Poz. | Zawodnik       | M | Z | Frejmy wygrane | Frejmy przegrane | Różnica frejmów | Pkt |
| ---- | -------------- | - | - | -------------- | ---------------- | --------------- | --- |
| 1    | Neil Robertson | 2 | 1 | 8              | 7                | +1              | 1   |
| 2    | Liang Wenbo    | 2 | 1 | 7              | 7                | 0               | 1   |
| 3    | Fung Kwok Wai  | 2 | 1 | 7              | 8                | −1              | 1   |

- Fung Kwok Wai 2–5 Liang Wenbo
- Neil Robertson 5–2 Liang Wenbo
- Neil Robertson 3–5 Fung Kwok Wai

#### Grupa B
| Poz. | Zawodnik     | M | Z | Frejmy wygrane | Frejmy przegrane | Różnica frejmów | Pkt |
| ---- | ------------ | - | - | -------------- | ---------------- | --------------- | --- |
| 1    | Ricky Walden | 2 | 2 | 10             | 5                | +5              | 2   |
| 2    | Mark Davis   | 2 | 1 | 7              | 8                | −1              | 1   |
| 3    | Tian Pengfei | 2 | 0 | 6              | 10               | −4              | 0   |

- Ricky Walden 5–3 Tian Pengfei
- Mark Davis 5–3 Tian Pengfei
- Ricky Walden 5–2 Mark Davis

### Finał
| Finał: Do 7 wygranych frame'ów · General Snooker Club, Hongkong, Hongkong, 14 września 2012 |                    |              |
| Neil Robertson                                                                              | 7 – 6              | Ricky Walden |
| -                                                                                           |                    |              |
| –                                                                                           | Najwyższy break    | –            |
| –                                                                                           | Breaki stupunktowe | –            |
| –                                                                                           | Breaki 50-punktowe | –            |